# 창이대로
창이대로(Chang-i-daero Blvd., 국도 제25호선의 일부, 지방도 제1020호선의 일부)는 경상남도 창원시 용원교차로에서 성주광장까지 이르는 9.7km의 창원의 주요 간선도로이다. 양 끝이 창원대로와 접해있다는 특징이 있다. 새주소 개정으로 새로 만들어진 도로의 명칭이며 원래 이 구간은 대방로, 봉림로, 북 11로로 세 도로로 구성되어 있었다. 도로명은 창원시의 상징 캐릭터인 "창이"에서 따 왔다.

## 주요 경유지
용원교차로(창원대로, 무역로) ~ 창원공고삼거리(두대로) ~ 파티마병원삼거리(사화로) ~ 농업기술센터사거리(우곡로) ~ 명곡광장교차로(원이대로) ~ 봉곡삼거리(지귀로) ~ 지귀상가삼거리(반송로) ~ 까치아파트삼거리(충혼로) ~ 봉림중삼거리(사림로) ~ 퇴촌삼거리(외동반림로) ~ 창원대삼거리(사림로) ~ 도청사거리(용지로) ~ 도청광장교차로(중앙대로) ~ 경찰청사거리(상남로) ~ 토월초등삼거리(동산로) ~ 법원사거리 ~ 사파중사거리(신사로) ~ 불곡사사거리(대암로) ~ 대방사거리(가양로) ~ 성주광장교차로(창원대로, 성주로)

## 주요 시설
- 파티마병원
- 경상남도선거관리위원회
- 경상남도청
- 창원지방검찰청
- 창원지방법원